# Heterolepidotus
Heterolepidotus Egerton, 1872 è un genere estinto di pesci ossei, appartenente all'ordine Amiiformes, famiglia Caturidae.
Fu un carnivoro nectonico. Visse in Europa tra il Triassico medio (esemplari in Austria e Lussemburgo) e il Giurassico inferiore (circa 240 - 190 milioni di anni fa; esemplari in Francia e Regno Unito), per un totale di 13 campioni distribuiti in 10 collezioni.

## Tassonomia
Al genere Heterolepidotus sono assegnate le seguenti specie fossili:
- Heterolepidotus angulati Deecke, 1888
- Heterolepidotus cephalus Kner, 1866
- Heterolepidotus dorsalis Kner, 1866
- Heterolepidotus latus Egerton, 1872
- Heterolepidotus parvulus Gorjanovic-Kramberger, 1905
- Heterolepidotus pectoralis Bellotti, 1857
- Heterolepidotus rhombifer Agassiz, 1836
- Heterolepidotus serratus Bellotti, 1857
- Heterolepidotus serrulatus Agassiz, 1844
- Heterolepidotus striatus Agassiz, 1844